# パッラヴォーロ・ピアチェンツァ
パッラヴォーロ・ピアチェンツァ（Pallavolo Piacenza）は、イタリア・ピアチェンツァを本拠地とする男子バレーボールクラブチーム。総称はコプラ・ピアチェンツァ（Copra Piacenza）。通称はピアチェンツァ。

## 名称
スポンサー名込みの総称および通称
- 2004-2005年　Copra Piacenza（ピアチェンツァ）
- 2005-2007年　Copra Berni Piacenza（ピアチェンツァ）
- 2007-2009年　Copra Nordmeccanica Piacenza（ピアチェンツァ）
- 2009-2010年　CoprAtlantide Piacenza（ピアチェンツァ）
- 2010-2011年　Copra Morpho Piacenza（ピアチェンツァ）
- 2011-2014年　Copra Elior Piacenza（ピアチェンツァ）
- 2014-2015年　Copra Piacenza（ピアチェンツァ）

## 歴史
1982年、パッラヴォーロ・ピアチェンツァが創設される。1990年にセリエDからC2、1996年にC1からB2、2000年にB1からA2へそれぞれ昇格。2002年にコッパ・イタリアA2で優勝、さらにレギュラーシーズンで全勝優勝し、セリエA1へ昇格を果たした。
レギュラーシーズンを12位で終えたA1昇格1年目の2003年、シーズン後にアシステル・ミラノと合併し、戦力強化を図る。翌2004年、初のプレーオフ・ファイナルへ進出したものの、トレヴィーゾに完敗し準優勝。2005年はレギュラーシーズンを1位で終えながらも、セミファイナルでペルージャに敗れファイナル進出を逃した。2007年、2度目のファイナル進出を果たしたが、再び立ちはだかったトレヴィーゾに敗れ、2008年、3度目のファイナル進出もトレントに栄冠をさらわれた。4度目のファイナル進出となった2009年、2勝2敗で迎えた第5戦で、連覇を狙うトレントをフルセットの末に破り、悲願のリーグ初優勝を飾った。
2018年、活動終了となった。

## 主な成績
セリエA
- 優勝：2009
- 準優勝：2004、2007、2008

 コッパ・イタリア
- 優勝：2014

 スーペルコッパ・イタリアーナ
- 優勝：2010

 欧州チャンピオンズリーグ
- 準優勝：2008

 チャレンジカップ
- 優勝：2013

## 歴代監督
- マウロ・ベッルート
- フリオ・ベラスコ
- リュボミール・トラヴィツァ
- フランチェスコ・ダッロリオ
- アンジェロ・ロレンツェッティ

## 歴代所属選手
| - アンドレア・ガルディーニ - マルコ・メオーニ - ベンツィスラフ・シメオノフ - パオロ・コッツィ - フリスト・ズラタノフ - ヴィゴール・ボボレンタ - バレリオ・ベルミリオ - サムエル・パピ - クリスチャン・サバーニ - シモーネ・ロサルバ | - セルジオ・ドゥトラ・サントス - アンデルソン・ロドリゲス - ニコラ・グルビッチ - ジュラ・メシュテル - ノヴィツァ・ビエリツァ - ギリェルモ・ファラスカ - イスラエル・ロドリゲス - フランツ・グランボルカ - オレーク・シャトーノフ - アレクセイ・オスタペンコ | - オズワルド・エルナンデス - イオスバニ・エルナンデス - レオネル・マーシャル - ロベルランディ・シモン - トーマス・サムエルボ - マッティ・オイヴァネン - マルクス・ニルソン - エブゲーニ・イバノフ |

## ユニフォーム
ホーム
- メインカラーのレッド。シャツネームと背番号はホワイト。

アウェイ
- サブカラーのダークネイビー。シャツネームと背番号はホワイト。

リベロ
- ホワイト。シャツネームと背番号はブルー。